# エレーナ・クジミナ
エレーナ・アレクサンドロヴナ・クジミナ（Еле́на Алекса́ндровна Кузьмина́、Yelena Kuzimina, 1909年2月17日 - 1979年10月15日）は、ロシアの女優。

## 出演作品
- 青い青い海
- 国境の町